# 田崎りさ
田崎 りさ（たざき りさ、1986年5月6日 - ）は、茨城県出身の日本の元女優。元フィットワン所属、本名　田崎理紗、血液型はB型、牡牛座、身長157cm。

## 人となり
- 2007年11月7日、都合により芸能活動を辞めて引退することをブログにて表明する。
- 趣味：パン作り、お菓子作り、料理やネイルアート。
- 特技：ピアノ、テニス。
- 2008年に出産、現在は1児の母。
- 2017年現在はトークノート株式会社の総務・秘書。

## 出演番組
- ガチバカ!（TBS、2006年1月19日 - 3月23日）末次みどり 役
- 少女B（NTV、2005年4月 - 9月）
- 愛情イッポン!（NTV）
- 生活達人（TBS）
- 鉄板少女アカネ!! 第4話（2006年11月5日、TBS）

## DVD
- 田崎りさ（i-cf、2005年10月）

## 舞台
- ヨシモトファンダンゴTV

## 雑誌
- GOETHE 2017年8月号
- Ginger 2017年9月号
- Ray CanCan ViVi Scawaii ar popteen Seventeen Oggi ヘアカタログ